# Anzi, Basilicata
Anzi är en ort och kommun i provinsen Potenza i regionen Basilicata i Italien. Kommunen hade 1 648 invånare (2017).